# Ester Pantano
Ester Pantano (Catania, 29 giugno 1990) è un'attrice italiana.

## Biografia
Da piccola pratica la ginnastica artistica a livelli agonistici vincendo titoli regionali e nazionali. Dopo la maturità scientifica si iscrive alla Facoltà di Lingue e Letterature Straniere, che lascia al secondo anno per entrare al Centro sperimentale di cinematografia a Roma; in seguito torna a Catania per frequentare il Centro di formazione scenica. Nel 2010 fa parte della società che rileva la gestione del cinema King di Catania, dove lavora fino al 2013. 
Debutta in televisione nel 2013 con un piccolo ruolo interpretando Stella Urso in Una lama di luce, ventiseiesimo episodio della serie Il commissario Montalbano diretta da Alberto Sironi. Dal 2012 recita in diversi spettacoli teatrali, mentre nel 2014 compare nel videoclip musicale All'improvviso degli Zero Assoluto. Tra il 2015 e il 2016 vive per alcuni mesi a Parigi, Pechino e in California dove studia le lingue e partecipa a corsi di recitazione, di ballo e di canto. Tornata in Italia, fonda un duo blues-jazz con il collega e amico Filippo Tirabassi.
Nel 2018 è co-protagonista del film per la televisione La mossa del cavallo - C'era una volta Vigata diretto da Gianluca Maria Tavarelli, dove interpreta la giovane vedova Trisina Cicero; nello stesso anno ha un piccolo ruolo nel film Notti magiche, diretto da Paolo Virzì. Nei due anni successivi si divide fra Roma e New York per studiare recitazione con Susan Batson.
Nel 2019 prende parte al film indipendente Labbra blu diretto da Andrea Rusich interpretando una ragazza di borgata romana, mentre in televisione recita nei panni di una donna della 'ndrangheta nel film Duisburg - Linea di sangue diretto da Enzo Monteleone, e interpreta l'agente di polizia Jessica Matarazzo nella serie Imma Tataranni - Sostituto procuratore diretta da Francesco Amato. Nel 2021 è co-protagonista della serie Màkari diretta da Michele Soavi, dove recita nei panni dell'architetto Suleima, e riprende il ruolo di Jessica nella seconda stagione di Imma Tataranni.

## Filmografia

### Cinema
- Notti magiche, regia di Paolo Virzì (2018)
- Labbra blu, regia di Andrea Rusich (2019)
- Diabolik - Ginko all'attacco!, regia dei Manetti Bros. (2022)
- E poi si vede, regia di Giovanni Calvaruso (2025)
- Francesca e Giovanni, regia di Ricky Tognazzi e Simona Izzo (2025)

### Televisione
- Il commissario Montalbano, regia di Alberto Sironi – serie TV, episodio Una lama di luce (2013)
- La mossa del cavallo - C'era una volta Vigata, regia di Gianluca Maria Tavarelli – film TV (2018)
- Duisburg - Linea di sangue, regia di Enzo Monteleone – film TV (2019)
- Imma Tataranni - Sostituto procuratore, regia di Francesco Amato – serie TV (2019-2022)
- Màkari, regia di Michele Soavi – serie TV (2021-in corso)
- I leoni di Sicilia, regia di Paolo Genovese – serie TV, episodi 1-2 (2023)

### Cortometraggi
- Doppia coppia, regia Michele Leonardi (2015)
- Tex, regia di Daniele Pini (2015)
- L'alleato, regia Michele Leonardi (2018)
- Crisalide, regia Beatrice Nalin (2019)
- L’A-Normalità, regia di Cirino Cristaldi (2021)

### Videoclip
- All'improvviso degli Zero Assoluto, regia Cosimo Alemà (2014)
- 1950 di Amedeo Minghi, regia di Michele Vitiello (2015)
- Immobile di Edy, regia Giovanni Tomaselli (2018)

## Teatrografia
- I fratelli di Zeus, regia di Antonio Zeta (2012)
- Riccardo III di William Shakespeare, regia di Elio Gimbo – Castello di Aci (2012)
- Le tre sorelle, regia Eljana Popova (2014)
- Una storia bruttissima di Stefano Pastore, regia Alberto Gagnarli (2014)
- Il teatrino delle meraviglie di Miguel de Cervantes, regia Alberto Gagnarli (2014)
- Vita di Maria Vergine di Gian Maria Cervo, regia Adriano De Santis (2014)
- Come vi piace di William Shakespeare, regia Eljana Popova (2014)
- Le stanze di Pasolini, testo e regia di Mario Grossi (2015)
- Call me God di Gian Maria Cervo, Marius von Mayenburg, Albert Ostermaier e Rafael Spregelburd, regia Alessandro Machia (2015)
- Prometheus di Eschilo, regia Daniele Salvo – Teatro Villa Greca (2019)
- Prometheus, regia Daniele Salvo – Selezionato al Festival internazionale di Cipro 2021
- L'odore di Rocco Familiari, regia di Krzysztof Zanussi (2021-2022)

## Riconoscimenti
- Cortinametraggio
  - 2020 – Premio Camilleri[9]
- Mostra del cinema di Venezia
  - 2020 – Premio speciale "L'albero della vita"[10]

- Premio al talento siciliano – Festival Via dei Corti – Gravina di Catania (2019)
- Miglior attrice per "L’alleato" – Concorso internazionale di cortometraggi (2020)
- Miglior attrice protagonista per "Crisalide" – Mostra delle Arti Cinematografiche di Roma (2020)